# 霞洞镇
霞洞镇是中國廣東省茂名市电白区的一个行政建制镇，位于电白区西北部的浮山岭下，袂花江弯蜒穿越全境。农业主要为水稻、花生、蕃薯、豆角等。居民主要讲黎话及客家话两种廣東方言。

## 交通
霞洞站位於廣東省茂名市電白區霞洞鎮，是廣茂鐵路線上的一座四等站，於1991年投入使用。該站已自2008年4月起停運。

## 文化
該鎮主要聚居有王姓、崔姓。詳見：霞洞崔氏

名人：崔培樹